# Анхиорнис
Анхио́рнис (лат. Anchiornis) — род тероподных динозавров, живших во времена позднеюрской эпохи (известен из отложений возрастом 160,89—160,25 млн лет) на территории Азии. В настоящее время обычно классифицируется в семействе Anchiornithidae клады авиал, включающей птиц и их ближайших родственников. Существует также ряд альтернативных классификаций, в которых анхиорнис считается базальным паравесом, троодонтидом, археоптериксовым дейнонихозавром или авиалом, не относящимся к какому-либо из семейств.
Окаменелости теропода были найдены в отложениях формации Тяоцзишань в провинции Ляонин, Китай. Анхиорнис был научно описан группой палеонтологов под руководством Сюя Сина в 2009 году. Представлен одним видом — Anchiornis huxleyi. Родовое название означает «почти птица», а видовое дано в честь английского зоолога Томаса Генри Гексли (1825—1895), известного как ярый защитник эволюционной теории Чарлза Дарвина.

## Описание
Анхиорнис обладал весьма скромными размерами. По оценке Молины-Переса и Ларраменди 2016 года, при жизни образец STM 0-8 достигал 50 см в длину при массе 570 г и размахе крыльев, равном примерно 49 см.

### Оперение
В 2010 году путём сравнения формы меланосом перьев анхиорниса и современных птиц был установлен прижизненный окрас первого. Как оказалось, у анхиорниса были чёрные, белые и серые перья по всему телу, а на голове у него имелся гребень из красных перьев. Структура меланосом образца BMNHC PH828 несколько отличается от такой у других анхиорнисов; возможно, это связано с тем, что динозавр был более молодым, либо даже относился к отдельному виду.
Изучив при помощи сканирующего микроскопа микроструктуру окаменелых перьев анхиорниса, в 2019 году учёные пришли к выводу, что они были похожи на современные контурные перья куриных. Иммуноферментный анализ показал, что в окаменелостях нелетающего динозавра имелись остатки специфического птичьего β-кератина. 

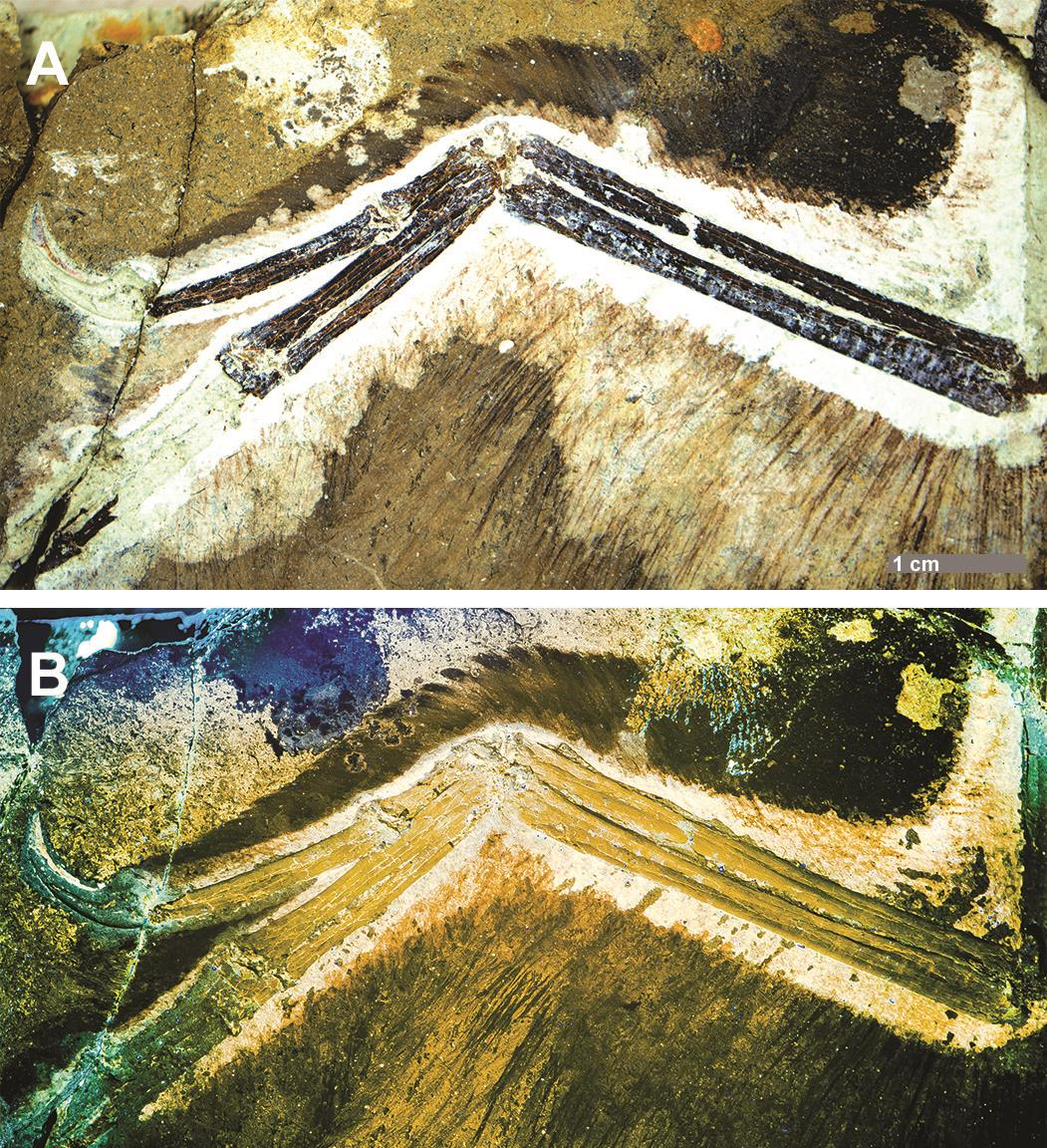
Ископаемое крыло анхиорниса с отпечатками кожи (светлые участки) и перьёв (тёмные участки)
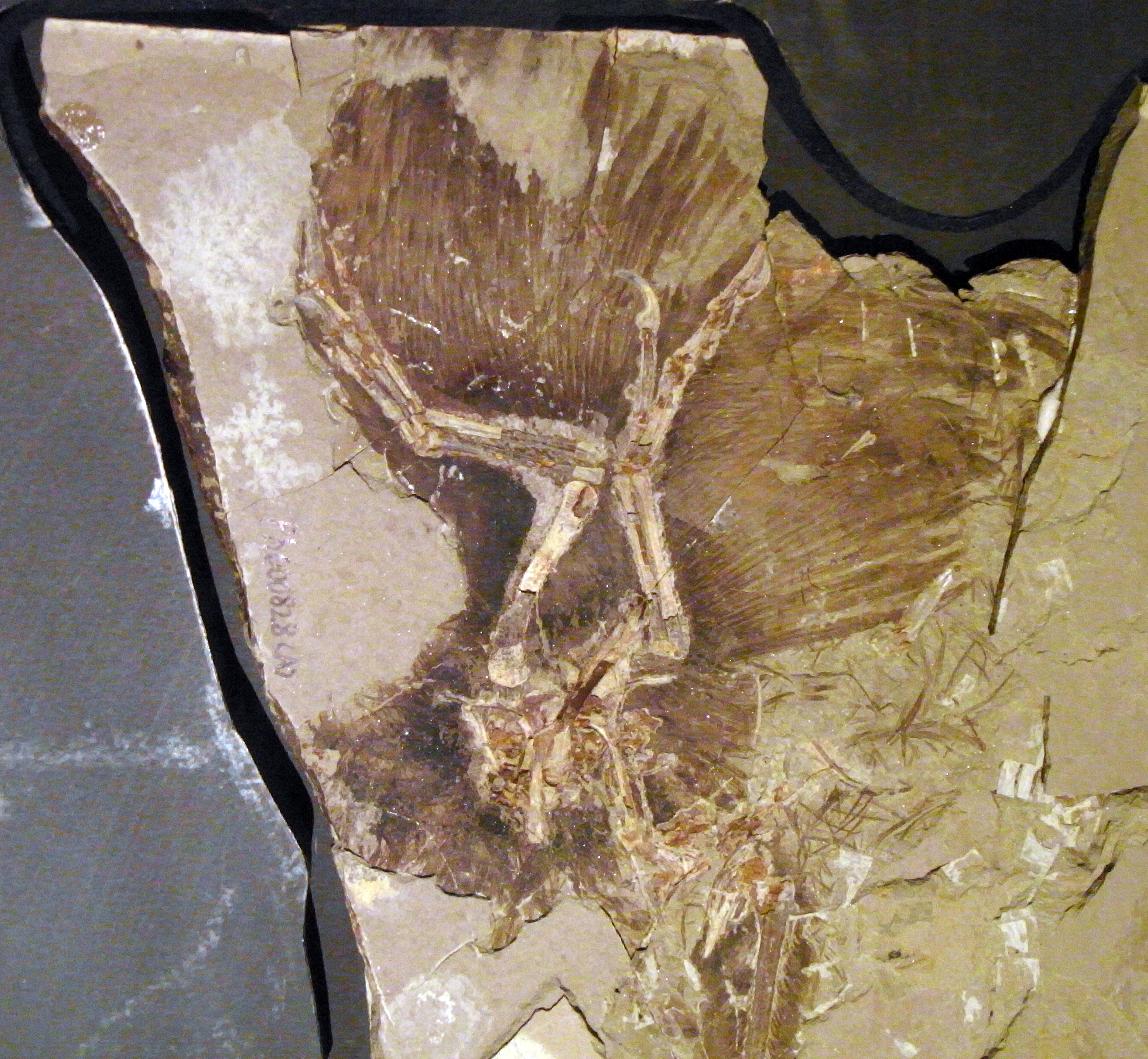
Образец BMNHC PH828
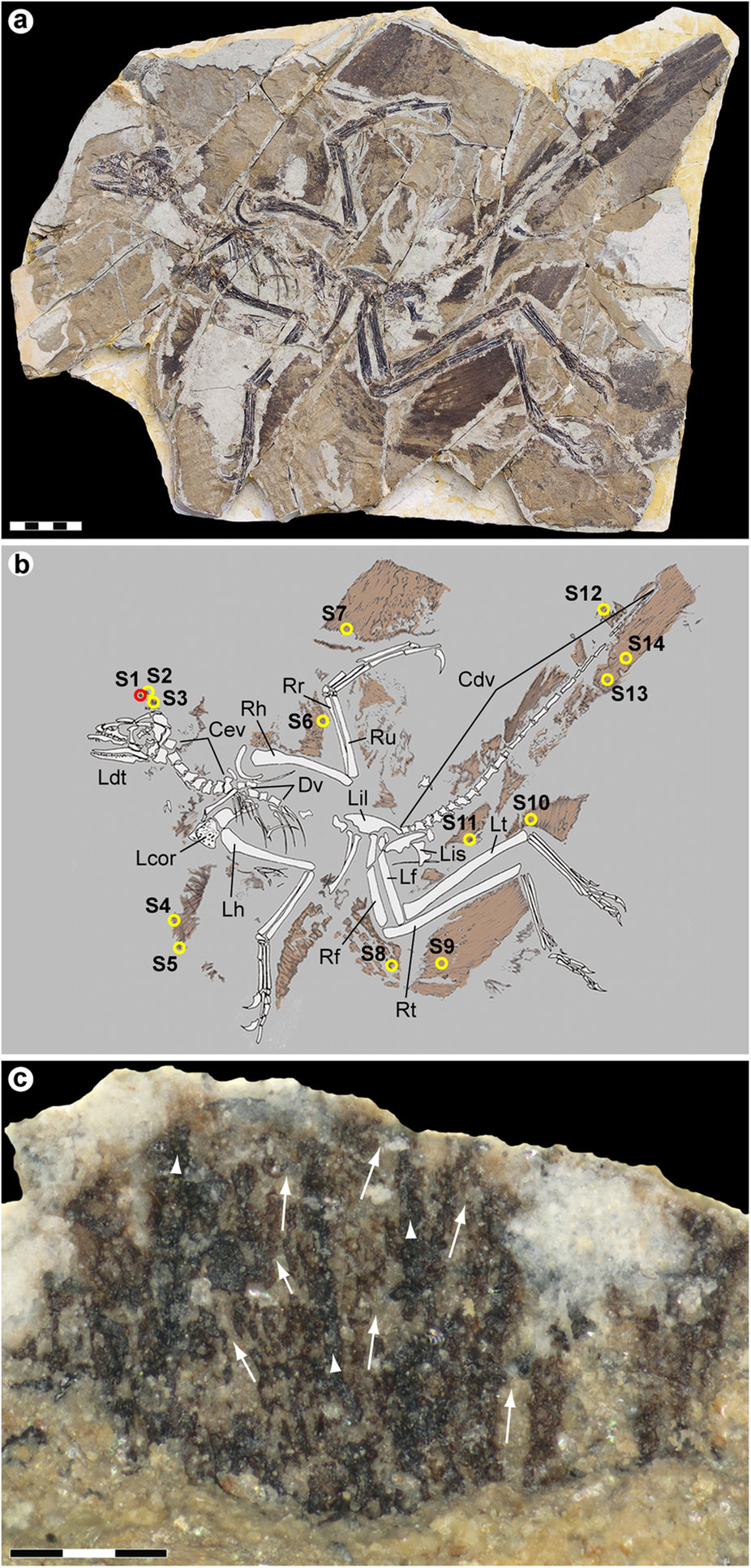
Образец YFGP-T5199
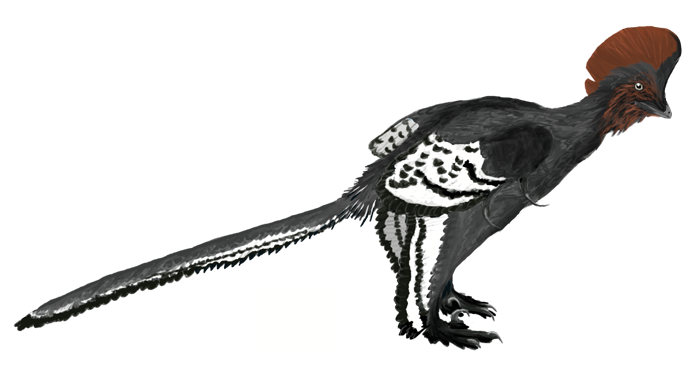
Реконструкция с окраской образца BMNHC PH828
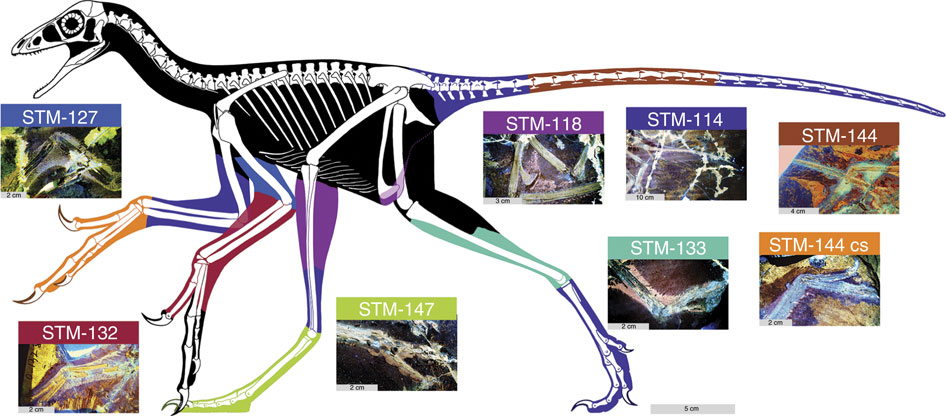
Скелетная реконструкция (Скотт Хартман, 2017 г.)
В сравнении с человеком